# تیم ملی بسکتبال مالی
تیم ملی بسکتبال مالی، نماینده مالی در رقابت‌های بین‌المللی بسکتبال است که هنوز نتوانسته است به جام جهانی راه یابد. بهترین افتخار آنها در مسابقات قهرمانی آفریقا در سال ۱۹۷۲ بود که به نشان برنز دست یافتند.